# (35085) 1990 SL11
(35085) 1990 SL11 es un asteroide perteneciente al cinturón de asteroides descubierto el 16 de septiembre de 1990 por Henry E. Holt desde el Observatorio del Monte Palomar, Estados Unidos.

## Designación y nombre
Designado provisionalmente como 1990 SL11.

## Características orbitales
1990 SL11 está situado a una distancia media del Sol de 2,220 ua, pudiendo alejarse hasta 2,619 ua y acercarse hasta 1,821 ua. Su excentricidad es 0,179 y la inclinación orbital 4,178 grados. Emplea 1208,73 días en completar una órbita alrededor del Sol.

## Características físicas
La magnitud absoluta de 1990 SL11 es 14,3. Tiene 3,106 km de diámetro y su albedo se estima en 0,382. 